# Camminando sotto la pioggia/Sempre Pierrot
Camminando sotto la pioggia/Sempre Pierrot è un disco 78 giri  inciso dal Erminio Macario, pubblicato nel 1941 dalla Odeon. Le due canzoni sono tratte dallo spettacolo musicale Tutte donne e incise con l'Orchestra di Pasquale Frustaci.

## Camminando sotto la pioggia
Camminando sotto la pioggia è un brano swing scritto da Carlo Rizzo per il testo e da Pasquale Frustaci e Macario per la musica e registrato da Erminio Macario con Carlo Rizzo e Wanda Osiris (nell'etichetta citata come Wanda Osiri a causa dell'italianizzazione del nome d'arte imposta dal fascismo) nel 1941. Nel 1942 fu ripreso e portato al successo dal Trio Lescano. Il 28 febbraio 2017 la Meldola Jazz Band con la voce di Giovanna Lombardo registrano una cover per l'album A tutto swing.

## Sempre Pierrot
Sempre Pierrot è un brano swing scritto da Carlo Rizzo per il testo e da Pasquale Frustaci per la musica.

## Tracce
1. Camminando sotto la pioggia
2. Sempre Pierrot